# Ozarba prolai
Ozarba prolai là một loài bướm đêm trong họ Noctuidae.